# Äleby prästgård

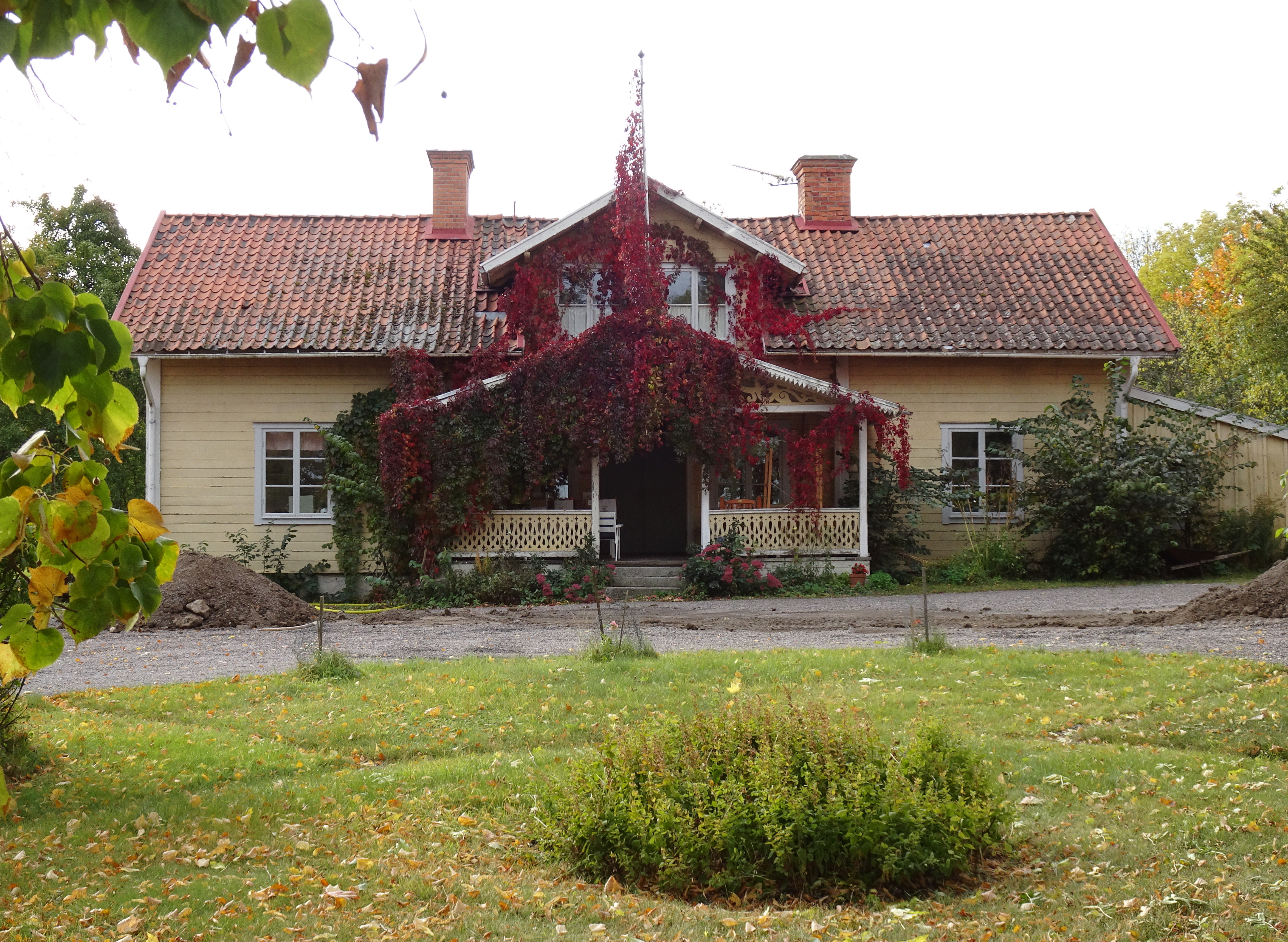
Äleby gamla prästgård, oktober 2016.

Äleby gamla prästgård är en grupp byggnader i Överenhörna socken på Enhörnalandet i Södertälje kommun, Stockholms län. Gårdsmiljön är ett riksintresse för kulturmiljövården och betraktas av kommunen som ”den bäst bevarade prästgårdsmiljön i kommunen och möjligen i hela länet”. Gården tillhör Strängnäs stift och nyttjas idag som permanent- och sommarboende.

## Historik
Den gamla prästgården med sina ålderdomliga byggnader ligger vid en slingrande landsväg som sträcker sig mellan Överenhörna kyrka och Horns säteri. Namnet Äleby är känt sedan år 1447 och området avstyckades sannolikt från den ursprungliga kungsgården Husaby (idag Ekensbergs säteri). Platsen var prästboställe fram till 1920-talet. Fram till 1910 utgjorde gården och tillhörande mark en del av prästens lön.

## Bebyggelsen

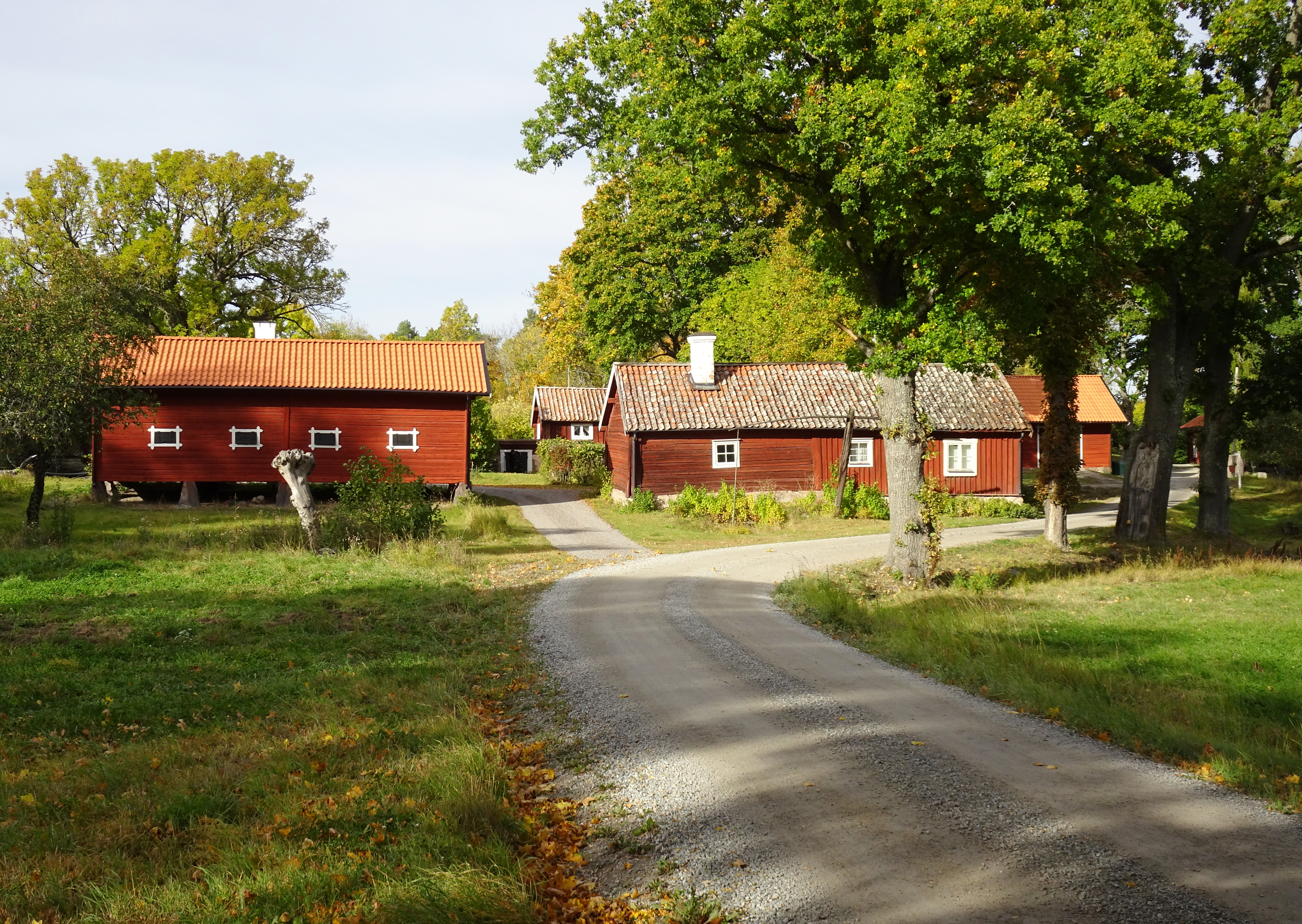
Gårdsmiljön sedd från söder med magasinet (t.v.) och bagarstugan.

År 1648 brann prästgården och nuvarande bebyggelse bör ha tillkommit därefter, huvudsakligen på 1700-talet. Idag består gårdsmiljön av flera knuttimrade, rödmålade byggnader som inramar en gårdsplan på tre sidor. I äldre tider var gårdsplanen kringbyggd på alla fyra sidor. 
Mot söder ligger sädesmagasin och bagarstuga med brygghus, mot norr flygeln och drängstuga. Huvudbyggnaden begränsar gårdsplanen mot väster. Byggnadens äldsta delar kan härröra från 1700-talet men har genomgått en större ombyggnad år 1885 då den fick sitt nuvarande utseende med  lövsågerier samt den liggande oljefärgsmålade panelen i ljusgul färgsättning.
Bland byggnaderna märks även en mycket gammal ryggåsstuga med små fönsteröppningar samt ett brygghus med en halvdörr som förr var vanlig på uthusbyggnader. Fähus och avträde anordnades utanför den inre gårdsmiljön. Gårdens ekonomibyggnader, som uppfördes kring 1880-talet, ligger i en liten grupp på en höjd mot norr.